# Zisterzienserinnenabtei Mocambo
Die Zisterzienserinnenabtei Mocambo war von 1654 bis 1909 ein Kloster der Zisterzienserinnen in Estrela, Lissabon, in Portugal.

## Geschichte
Im afrikanischen Viertel Mocambo in Lissabon (heute: Madragoa, für den Namen Mocambo vgl. Mosambik) wurde 1654 eine Gemeinschaft frommer Frauen in die Zisterzienserkongregation Alcobaça eingegliedert und nannte sich Abadia de Nossa Senhora da Nazaré do Mocambo, bekannt auch unter dem Namen Convento das Bernardas do Mocambo. Der Konvent, der die strenge Observanz befolgte, gründete 1692 das Tochterkloster Tabosa. Nach der Zerstörung des Klosters durch das Erdbeben von Lissabon 1755 kamen die Nonnen vorübergehend an anderen Orten unter, namentlich von 1769 bis 1786 im Jesuitenkolleg Franz Xaver in Setúbal, das von 1771 bis 1779 auch die Schwestern aus Tabosa aufnahm. In Setúbal nannte sich der Konvent Nossa Senhora da Nazaré de Setúbal. 1786 kehrten die Nonnen in das wiederhergestellte Kloster in Lissabon zurück. Wie alle portugiesischen Klöster nach dem Sieg der Liberalen im Miguelistenkrieg wurde auch die Abtei Mocambo 1834 für Neuzugänge geschlossen. Die drei letzten Nonnen verließen das Kloster 1850. Die letzte Nonne starb 1909. Das Gebäude in der Rua da Esperança 146, das inzwischen der Stadt gehört, beherbergt ein Marionettenmuseum. Es trägt weiterhin den Namen Convento das Bernardas. Auch der Straßenname Travessa de Convento das Bernardas erinnert an das einstige Kloster.

### Handbuchliteratur
- Maur Cocheril: Routier des abbayes cisterciennes du Portugal. Portugiesisches Kulturzentrum, Paris 1978 (neu hrsg. von Gérard Leroux, Centre culturel portugais, Paris 1986).
- Laurent Henri Cottineau: Répertoire topo-bibliographique des abbayes et prieurés. Bd. 1. Protat, Mâcon 1939–1970. Nachdruck: Brepols, Turnhout 1995. Spalte 1626.
- Bernard Peugniez: Le Guide Routier de l’Europe Cistercienne. Editions du Signe, Straßburg  2012, S. 888.